# 鴻國集團
鴻國實業集團有限公司，簡稱鴻國集團或鴻國實業，是一家在中國從事銷售及製造款式鞋業的企業，除此之外，還經營建築、娛樂、策略投資等行業。是在1995年由民營企業家陳奕熙、李偉等創立。
2011年9月，把旗下女裝鞋零售鴻國國際（港交所：1028）分拆在香港上市。

## 外部連結
- 鴻國實業集團有限公司